# ウルシャ川
ウルシャ川（ウルシャがわ、ロシア語: Уруша）は、ロシア連邦のアムール州を流れるアムール川の左支流である。
満州語ではオル川（Or bira）、漢語では額哩河と呼ばれており、現在の河川名もこれに由来する。

## 概要
ウルシャ川の長さは200㎞、流域面積は3,500km2で、主にアムール州を流れる。